# Barnagöl (Södra Sandsjö socken, Småland)
Barnagöl är en sjö i Tingsryds kommun i Småland och ingår i Ronnebyåns huvudavrinningsområde. Sjön har en area på 0,0539 kvadratkilometer och ligger 128,9 meter över havet.

## Delavrinningsområde
Barnagöl ingår i det delavrinningsområde (626763-146212) som SMHI kallar för Inloppet i Hobergssjön. Medelhöjden är 142 meter över havet och ytan är 18,37 kvadratkilometer. Räknas de 33 avrinningsområdena uppströms in blir den ackumulerade arean 759,96 kvadratkilometer. Avrinningsområdets utflöde Ronnebyån mynnar i havet. Avrinningsområdet består mestadels av skog (69 procent). Avrinningsområdet har 1,61 kvadratkilometer vattenytor vilket ger det en sjöprocent på 8,8 procent.